# Flying Without Wings
"Flying Without Wings" é o terceiro single lançado do álbum autointitulado da boy band irlandesa Westlife.
A canção se tornou um hit instantâneo no Reino Unido e em muitas partes do mundo. A canção se tornou o grupo o terceiro single número 1 na UK Singles Chart, passando 13 semanas nas paradas. É também um dos singles número um do Westlife que mais vendeu. A canção recebeu uma certificação de Prata no Reino Unido por mais de 200.000 cópias vendidas.
Em 2002, como parte da promoção da compilação Unbreakable: The Greatest Hits Volume 1, a banda regravou a canção como um dueto com o cantor mexicano Cristian Castro e a cantora pop sul coreana, BoA. Ambos os duetos foram incluídos na compilação e também foram lançadas como singles na América Latina e na Ásia respectivamente.

## Versão ao vivo
Em 2003, como parte da promoção para a turnê The Greatest Hits Tour, a banda lançou a versão ao vivo da canção, assim como outras cinco faixas ao vivo, como um EP feito exclusivamente disponível através de download digital e sampler de edição limitada. A versão ao vivo da canção alcançou a posição #1 na parada do iTunes na semana de lançamento. A nova versão do videoclipe, entrelaçando imagens da performance ao vivo e cenas do vídeo da música original, foi adicionado ao YouTube, em dezembro de 2003.

## Faixas
CD1
1. "Flying Without Wings" - 3:35
2. "Everybody Knows" - 3:45
3. "Flying Without Wings" (Video) - 3:40

CD2
1. "Flying Without Wings" - 3:35
2. "That's What It's All About" - 3:20
3. "Flying Without Wings" (Acappella) - 3:29

Single australiano
1. "Flying Without Wings" - 3:35
2. "I Have a Dream" (Remix) - 4:06
3. "Seasons in the Sun" (Single Remix) - 4:10
4. "Flying Without Wings" (Video) - 3:40

Single mexicano
1. "Flying Without Wings" (Duet with Cristian Castro) - 3:35
2. "Never Knew I Was Losing You" - 4:09

Single asiático
1. "Flying Without Wings" (Duet with BoA) - 3:35
2. "Never Knew I Was Losing You" - 4:09

Single de Greatest Hits Tour
1. "Flying Without Wings" (Live) - 3:35
2. "When You're Looking Like That" (Live) - 3:28
3. "If I Let You Go" (Live) - 3:38
4. "Tonight" (Live) - 4:31
5. "My Love" (Live) - 3:52
6. "Bop Bop Baby" (Live) - 4:32

## Certificações
| País        | Certificação |
| ----------- | ------------ |
| BPI         | Prata        |
| IFPI Suécia | Ouro         |

## Desempenho nas paradas
| Paradas                       | Posição mais alta |
| ----------------------------- | ----------------- |
| Australian ARIA Singles Chart | 31                |
| Belgium Singles Chart         | 7                 |
| Danish Singles Chart          | 14                |
| Dutch Top 40                  | 17                |
| Finnish Singles Chart         | 17                |
| German Singles Chart          | 85                |
| Irlanda Irish Singles Chart   | 1                 |
| Norwegian Singles Chart       | 7                 |
| New Zealand Singles Chart     | 6                 |
| Swedish Singles Chart         | 12                |
| UK Singles Chart              | 1                 |
| UK Radio Airplay Chart        | 8                 |

| Precedido por "Blue (Da Ba Dee)" de Eiffel 65           | Singles número um no Irish Singles Chart 23 de outubro de 1999 (4 semanas) | Sucedido por "32 Counties" de Dustin  |
| Precedido por "Genie in a Bottle" de Christina Aguilera | Singles número um na UK Singles Chart 24 de outubro de 1999 (1 semana)     | Sucedido por "Keep on Movin'" de Five |

## Versões cover
JLS cantou a música com o Westlife na final do The X Factor em 2008. A cantora australiana Delta Goodrem cantou a música com o namorado e ex-membro do Westlife, Brian McFadden, em sua turnê nacional Visualize Tour em 2005. 
Ruben Studdard, vencedor do American Idol de 2003 regravou a canção e ela se tornou o primeiro single de sua carreira. Esta versão ganhou certificado Ouro nos Estados Unidos e Platina Tripla no Canadá.